# Nolana intonsa
Nolana intonsa es una de las 49 especies pertenecientes al género Nolana presentes en Chile, el cual corresponde a la familia de las solanáceas (Solanaceae). Esta especie en particular es endémica con una distribución muy reducida sólo a la Región de Tarapacá en Chile.

## Descripción
Nolana intonsa se encuentra descrita como una planta perenne, decumbente,posee pelos flexuosos de 1 a 1, 5 mm de largo, sus vellosidad es suave. Las ramas poseen un color café oscuro con presencia de vellosidad. Presenta flores grandes solitarias, ubicadas en la axilas de las hojas. Cáliz presenta color café oscuro a violeta con 5 lóbulos cuyos bordes son verdes y lanceolados. 
La corola posee de 5 pétalos unidos con forma de campana, gamopétalas, su corola normalmente es de color morado o púrpura y la garganta de color morado intenso, esta es la principal característica entre otras especies del género Nolana en Chile. Posee estambres desiguales en tamaño de color morado y anteras de igual color.
Nolana intonsa, según la morfología foliar de esta especie, presenta hojas espátulo-lineares, revolutas, angostas y carnosas, ápices obtusos, presenta indumento de pelos finos y cortos.
Crece en sectores costeros con suelo pedregoso o rocoso, muy cerca del mar o en quebradas con influencia de neblinas costeras, con alta radiación solar en terrenos planos y sectores con exposición norte. Crece desde los 0 hasta los 500 metros sobre el nivel del mar, exclusivamente en la Región de Tarapacá. 
Esta especie en particular requiere de la humedad de neblinas costera camanchaca. No resiste heladas. Puede soportar una temporada seca de 8 hasta 12 meses e incluso años sin precipitaciones. Habita en un clima de rusticidad USDA equivalente a zonas 10 y 11.

## Nombres vernáculos
Esta especie es conocida como 'Suspiro de Tarapacá' o simplemente como 'Suspiro'. 

## Importancia
Esta es especie conocida como 'Suspiro de Tarapacá' radica principalmente en su endemismo.
Es considerada una planta gran valor ornamental.

## Amenazas
Una de las principales amenazas de esta especie la constituyen factores antrópicos como la urbanización y ocupación del borde costero, por acción antrópica por el turismo, colecta de flores y por sobrepastoreo de caprinos y mulares.